# مميز

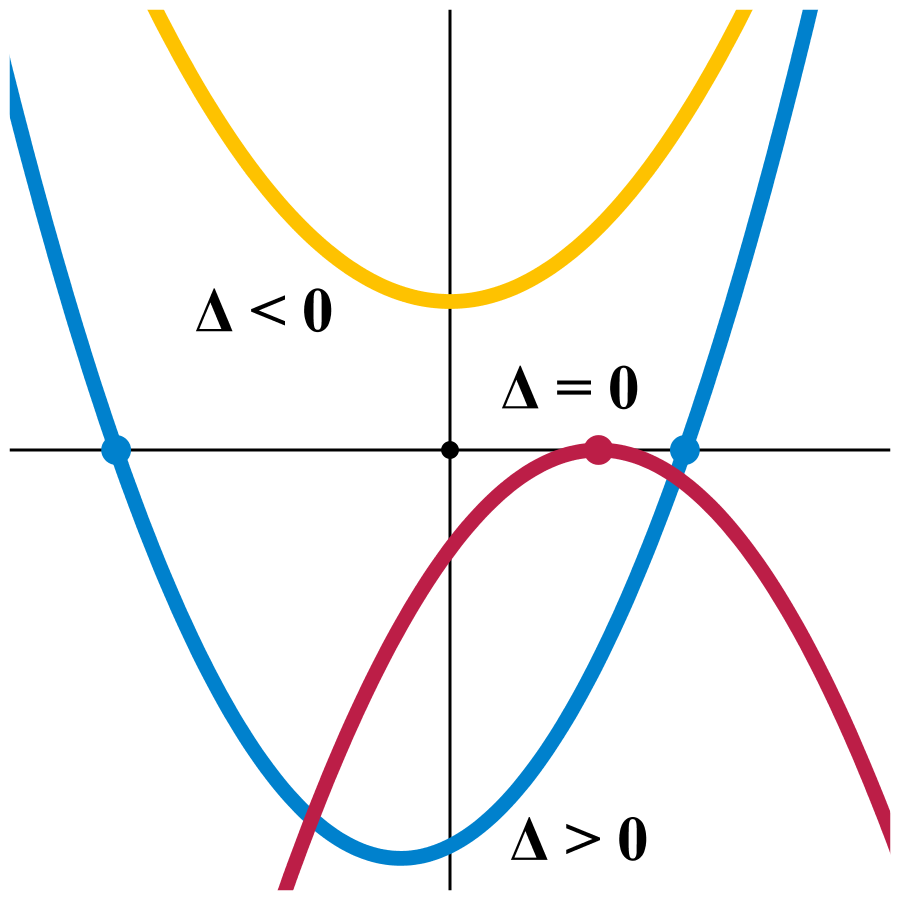

في الجبر، المُمَيِّز (بالإنجليزية: Discriminant) عبارة رياضية تعرف بها طبيعة جذور متعددة الحدود. سمي بالمميز لأنه يميز بين المعادلة ذات الجذر الواحد والمعادلة ذات الجذر المتعدد المتميز.
مثلا، مميز متعددة الحدود التربيعية {\displaystyle ax^{2}+bx+c} هو {\displaystyle =b^{2}-4ac}Δ. فإذا كان Δ>0 (مميز المعادلة موجب) فلمتعددة الحدود جذران حقيقيان، وإذا كان Δ=0 فلها جذر حقيقي واحد، أما إذا كان المميز سالبا Δ<0 فليس لها حل حقيقي.

## تعريف
المميز يستخدم لمعرفة هل للمعادلة حل أم لا ويرمز له بـ Δ (دلتا-كبير).

## الدرجات الدنيا

### الدرجة الثانية
انظر الصيغة التربيعية.

### الدرجة الثالثة
مميز الدالة التكعيبية {\displaystyle ax^{3}+bx^{2}+cx+d\,} هو
{\displaystyle b^{2}c^{2}-4ac^{3}-4b^{3}d-27a^{2}d^{2}+18abcd\,.}
أما مميز الدالة التكعيبية في شكلها المبسط {\displaystyle x^{3}+px+q} فهو:
{\displaystyle -4p^{3}-27q^{2}\,.}
هناك ثلاث حالات:
- إذا كان مميز دالة تكعيبية مساويا للصفر، فإنها تقبل جذرين حقيقين اثنين، أحدهما مزدوج.
- إذا كان المميز سالبا قطعا، فإن للمعادلة ليس لها حل حقيقي ولها ثلاث حلول عقدية مرافق للآخر.
- إذا كان المميز موجبا قطعا، فإن للمعادلة حل حقيقي و حلان عقديان